# 세실 필더
세실 그랜트 필더(영어: Cecil Grant Fielder, 1963년 9월 21일 ~ )는 미국 캘리포니아주 로스앤젤레스 출신의 전 프로 야구 선수이다.
아들로 텍사스 레인저스 내야수인 프린스 필더가 있다.

## 인물
1982년 MLB 드래프트에서 4순위로 캔자스시티 로열스의 지명을 받아 입단했다. 1985년 토론토 블루제이스에서 메이저로 첫 콜업되었다. 하지만 당시 블루제이스에는 윌리 업 쇼(이후 후쿠오카 다이에 호크스에서 플레이)와 프레드 맥그리프라는 경쟁자가 1루와 DH(지명타자) 자리에 있어 좌투 전문 DH 요원 및 대타 요원으로 활동했다. 하지만 좀처럼 출장 기회가 주어지지 않아 일본을 포함해 레귤러로 뛸 수 있는 구단을 찾고 있었는데 한신 타이거스에서 4번 타자로 오퍼가 들어와 처음으로 미국 국외에서 활동하게 되었다.
1989년 한신에 입단해 일본을 방문, 그 스윙의 호쾌함으로 '아라쿠마(荒熊)'라는 별명이 붙었다. 처음에는 변화구에 고전했으나 당시 수석 겸 타격 코치였던 이시이 아키라, 가시와바라 준이치 타격 코치, 무라야마 미노루 감독의 지도에 따라 변화구를 타격하는 법을 익혔고 시즌 개막 후 홈런을 양산하게 되었다. 특히 다이요 웨일스에게 강한 면모를 보여 요코하마 스타디움에서는 1경기에서 장외 홈런을 포함해 3연타석 홈런을 날리는 등 대 다이요 전에서만 16개의 홈런을 기록했다. 반대로 요미우리 자이언츠에는 약해 3개의 홈런을 기록했다.
같은 해 9월 14일의 요미우리 전(도쿄 돔)에서 미즈노 가쓰히토에게 삼진을 당한 것에 분풀이로 배트를 땅에 내려친 것이 손에 맞아 골절로 시즌 아웃되었고, 홈런왕 타이틀을 놓쳤다. 하지만 장타율 0.6276은 그 해 양대 리그 최다인 49홈런을 날린 랄프 브라이언트의 장타율 0.6275를 웃도는 1위였다. 오프에는 계약 갱신을 원하는 한신에 대해 연봉의 대폭 향상과 5년 계약을 요구했으나 합의에 이르지는 못해 1년 만에 구단을 떠나게 되었고, 다시 미국으로 귀환해 디트로이트 타이거스와 계약했다.
미국 복귀 이후 1년차인 1990년에는 51홈런을 기록했는데, 1977년 조지 포스터가 기록한 이래 13년 만의 50홈런이었다. 또한 이듬해인 1991년에는 홈런왕과 타점왕을 2년 연속으로 차지했다. 1992년에도 타점왕을 수상하며 베이브 루스 이후 최초의 아메리칸 리그 3년 연속 타점왕에 올랐다. MVP급의 활약을 펼쳤으나 1990년에는 리키 헨더슨(1위 투표 수 28표 중 14표, 필더는 10표), 1991년에는 칼 립켄 주니어(1위 투표 수 28표 중 15표, 필더는 9표)에 근소한 차이로 2위에 머물렀다.
당시 타이거스의 감독이었던 스파키 앤더슨은 역시 일본에서 돌아왔던 빌 길릭슨이 같은 팀에서 재적하며 활약하고 있기도 하여 "일본 제품은 좋다!"라고 형용한 적도 있었다. 또한 타이거스의 본거지인 디트로이트는 지역 신문에서 "디트로이트가 허용한 유일한 일본 제품"이라고 표현한 적도 있다(당시 일본과 무역 마찰이 문제가 되고 있었고 디트로이트의 주요 산업이었던 차가 일본의 수입차에 밀려 고전을 면치 못했기 때문에 특히 디트로이트에서는 일본에 대한 반감이 심했다).
일본에서 복귀한 선수였기도 하고 그 비만 체형으로부터 '스몰 레슬러'라고 야유받기도 했다. 부진했을 때는 반드시 이 별명으로 야유를 받았다. 한신에서 메이저로 복귀했을 때에도 "왜 그 같은 비만의 선수를 잡았지?"라고 팀 관계자 및 팬들로부터 비난이 있었지만 홈런을 양산해내며 비난을 잠재웠다. 비만의 체형이나 메이저 리그에서도 굴지의 무딘 다리로 알려져 1996년에 처음으로 도루에 성공한 다음 날 신문의 1면을 장식할 정도였다. 이 첫 도루까지 1096경기가 걸렸는데, 이는 도루를 기록하지 않은 메이저 리그 최다 경기 수이다. 또한 이 해에는 또 도루를 성공시켰는데 필더가 도루를 성공시켰던 것은 이 때가 유일하다.
1992년에는 롭 디어(이후 한신에서 활약)와 미키 테틀턴과 함께 30홈런 트리오를 결성했는데 동시에 130삼진 트리오를 결성했을 만큼 타율이 낮고 삼진이 많았다. 팀은 투수력도 약해 성적은 부진했다.
1996년 시즌 도중 루벤 시에라와의 트레이드로 뉴욕 양키스로 이적해 월드 시리즈의 우승을 맛보기도 했다. 1998년에는 애너하임 에인절스로 이적했으나 중간에 방출되어 클리블랜드 인디언스로 이적했다. 같은 해 은퇴했다.
은퇴 이후에는 이전부터 장사정포로 주목을 받고 있던 장남 프린스 필더의 대리인 활동에 전념했다.
2004년에 이르러 갑자기 '세실 필더가 도박에 빠져들어 막대한 부채를 안고 파산했다'는 뉴스가 언론에 보도되었다. 아내와도 이혼했고 플로리다의 대저택은 쓰레기가 흩어져 있어 비참한 상황이었다. 이후 프린스는 아버지를 대신해 새로운 대리인을 고용했다. 절연에 가까운 상태였으나 이후 필더의 소식을 밝히며 무사한 것으로 판명되었다.
이후 사회에 복귀해 2007년에는 미국 독립 리그 사우스 코스트 리그의 샬롯 컨트리 레드 피쉬의 감독을 맡았고, 2008년에는 캐나다 아메리칸 리그에 가입한 애틀랜틱 시티 서프의 감독을 맡았다. 2011년에는 미국 독립 리그의 상담역에 취임했다.
2012년의 MLB 올스타 게임에서는 불화로 소문나 있던 아들 프린스와 나타나며 관계 개선의 상태를 보였다.

## 상세 정보

### 출신 학교
- 네바다 대학교 라스베가스 캠퍼스

### 선수 경력
- 토론토 블루제이스(1985년 ~ 1988년)
- 한신 타이거스(1989년)
- 디트로이트 타이거스(1990년 ~ 1996년)
- 뉴욕 양키스(1996년 ~ 1997년)
- 애너하임 에인절스(1998년)
- 클리블랜드 인디언스(1998년)

### 지도자 경력
- 샬롯 컨트리 레드 피쉬 감독(2007년)
- 애틀랜틱 시티 서프 감독(2008년)

### 수상·타이틀 경력

#### 타이틀
MLB
- 홈런왕 : 2회(1990년, 1991년)
- 타점왕 : 3회(1990년 ~ 1992년)

#### 수상
MLB
- 실버 슬러거 상 : 2회(1990년, 1991년)
- 베이브 루스상 : 1회(1996년)

NPB
- 월간 MVP상 : 1회(1989년 7월)

### 기록
MLB
- MLB 올스타전 출전 : 3회(1990년, 1991년, 1993년)

NPB
- 첫 출장 : 1989년 4월 8일, 대 히로시마 전(히로시마) 3번·1루수로 선발
- 첫 안타 : 상동, 기타벳푸 마나부로부터 단타
- 첫 홈런·첫 타점 : 상동, 8회 나가도미 히로시로부터 좌월 3점 홈런
- 동일 카드 최다 연속 경기 홈런 : 5월 21일 대 다이요 6차전 ~ 7월 20일 대 다이요 13라운드※일본 기록.

### 등번호
- 23(1985년 ~ 1988년)
- 44(1989년)
- 45(1990년 ~ 1998년 도중)
- 33(1998년 중간 ~ 그 해 종료)

### 연도별 타격 성적
| 연 도     | 소 속     | 경 기 | 타 석 | 타 수 | 득 점 | 안 타 | 2 루 타 | 3 루 타 | 홈 런 | 루 타 | 타 점 | 도 루 | 도 루 자 | 희 생 번 | 희 생 플 | 볼 넷 | 고 4 | 사 구 | 삼 진 | 병 살 타 | 타 율 | 출 루 율 | 장 타 율 | O P S |
| --------- | --------- | ----- | ----- | ----- | ----- | ----- | ------- | ------- | ----- | ----- | ----- | ----- | -------- | -------- | -------- | ----- | ---- | ----- | ----- | -------- | ----- | -------- | -------- | ----- |
| 1985년    | TOR       | 30    | 81    | 74    | 6     | 23    | 4       | 0       | 4     | 39    | 16    | 0     | 0        | 0        | 1        | 6     | 0    | 0     | 16    | 2        | .311  | .358     | .527     | .885  |
| 1986년    | TOR       | 34    | 90    | 83    | 7     | 13    | 2       | 0       | 4     | 27    | 13    | 0     | 0        | 0        | 0        | 6     | 0    | 1     | 27    | 3        | .157  | .222     | .325     | .548  |
| 1987년    | TOR       | 82    | 197   | 175   | 30    | 47    | 7       | 1       | 14    | 98    | 32    | 0     | 1        | 0        | 1        | 20    | 2    | 1     | 48    | 6        | .269  | .345     | .560     | .905  |
| 1988년    | TOR       | 74    | 190   | 174   | 24    | 40    | 6       | 1       | 9     | 75    | 23    | 0     | 1        | 0        | 1        | 14    | 0    | 1     | 53    | 6        | .230  | .289     | .431     | .721  |
| 1989년    | 한신      | 106   | 454   | 384   | 60    | 116   | 11      | 0       | 38    | 241   | 81    | 0     | 0        | 0        | 3        | 65    | 7    | 2     | 107   | 13       | .302  | .403     | .628     | 1.031 |
| 1990년    | DET       | 159   | 673   | 573   | 104   | 159   | 25      | 1       | 51    | 339   | 132   | 0     | 1        | 0        | 5        | 90    | 11   | 5     | 182   | 15       | .277  | .377     | .592     | .969  |
| 1991년    | DET       | 162   | 712   | 624   | 102   | 163   | 25      | 0       | 44    | 320   | 133   | 0     | 0        | 0        | 4        | 78    | 12   | 6     | 151   | 17       | .261  | .347     | .513     | .860  |
| 1992년    | DET       | 155   | 676   | 594   | 80    | 145   | 22      | 0       | 35    | 272   | 124   | 0     | 0        | 0        | 7        | 73    | 8    | 2     | 151   | 14       | .244  | .325     | .458     | .783  |
| 1993년    | DET       | 154   | 672   | 573   | 80    | 153   | 23      | 0       | 30    | 266   | 117   | 0     | 1        | 0        | 5        | 90    | 15   | 4     | 125   | 22       | .267  | .368     | .464     | .832  |
| 1994년    | DET       | 109   | 481   | 425   | 67    | 110   | 16      | 2       | 28    | 214   | 90    | 0     | 0        | 0        | 4        | 50    | 4    | 2     | 110   | 17       | .259  | .337     | .504     | .840  |
| 1995년    | DET       | 136   | 578   | 494   | 70    | 120   | 18      | 1       | 31    | 233   | 82    | 0     | 1        | 0        | 4        | 75    | 8    | 5     | 116   | 17       | .243  | .346     | .472     | .818  |
| 1996년    | DET       | 107   | 460   | 391   | 55    | 97    | 12      | 0       | 26    | 187   | 80    | 2     | 0        | 0        | 3        | 63    | 8    | 3     | 91    | 11       | .248  | .354     | .478     | .833  |
| 1996년    | NYY       | 53    | 228   | 200   | 30    | 52    | 8       | 0       | 13    | 99    | 37    | 0     | 0        | 0        | 2        | 24    | 4    | 2     | 48    | 7        | .260  | .342     | .495     | .837  |
| '96계     | NYY       | 160   | 688   | 591   | 85    | 149   | 20      | 0       | 39    | 286   | 117   | 2     | 0        | 0        | 5        | 87    | 12   | 5     | 139   | 18       | .252  | .350     | .484     | .834  |
| 1997년    | NYY       | 98    | 425   | 361   | 40    | 94    | 15      | 0       | 13    | 148   | 61    | 0     | 0        | 0        | 6        | 51    | 3    | 7     | 87    | 14       | .260  | .358     | .410     | .768  |
| 1998년    | ANA       | 103   | 439   | 381   | 48    | 92    | 16      | 1       | 17    | 161   | 68    | 0     | 1        | 0        | 3        | 52    | 1    | 3     | 98    | 17       | .241  | .335     | .423     | .757  |
| 1998년    | CLE       | 14    | 37    | 35    | 1     | 5     | 1       | 0       | 0     | 6     | 0     | 0     | 0        | 0        | 0        | 1     | 0    | 1     | 13    | 1        | .143  | .189     | .171     | .361  |
| '98계     | CLE       | 117   | 476   | 416   | 49    | 97    | 17      | 1       | 17    | 167   | 68    | 0     | 1        | 0        | 3        | 53    | 1    | 4     | 111   | 18       | .233  | .324     | .401     | .725  |
| MLB：13년 | MLB：13년 | 1470  | 5939  | 5157  | 744   | 1313  | 200     | 7       | 319   | 2484  | 1008  | 2     | 6        | 0        | 46       | 693   | 76   | 43    | 1316  | 169      | .255  | .345     | .482     | .827  |
| NPB：1년  | NPB：1년  | 106   | 454   | 384   | 60    | 116   | 11      | 0       | 38    | 241   | 81    | 0     | 0        | 0        | 3        | 65    | 7    | 2     | 107   | 13       | .302  | .403     | .628     | 1.031 |

- 굵은 글씨는 시즌 최고 성적.